# Muzeum Franze Kafky
Muzeum Franze Kafky v Praze je expozice věnovaná dílu a životu pražského německého spisovatele Franze Kafky. Nachází se v Cihelné ulici na Malé Straně v Praze 1.

## Historie

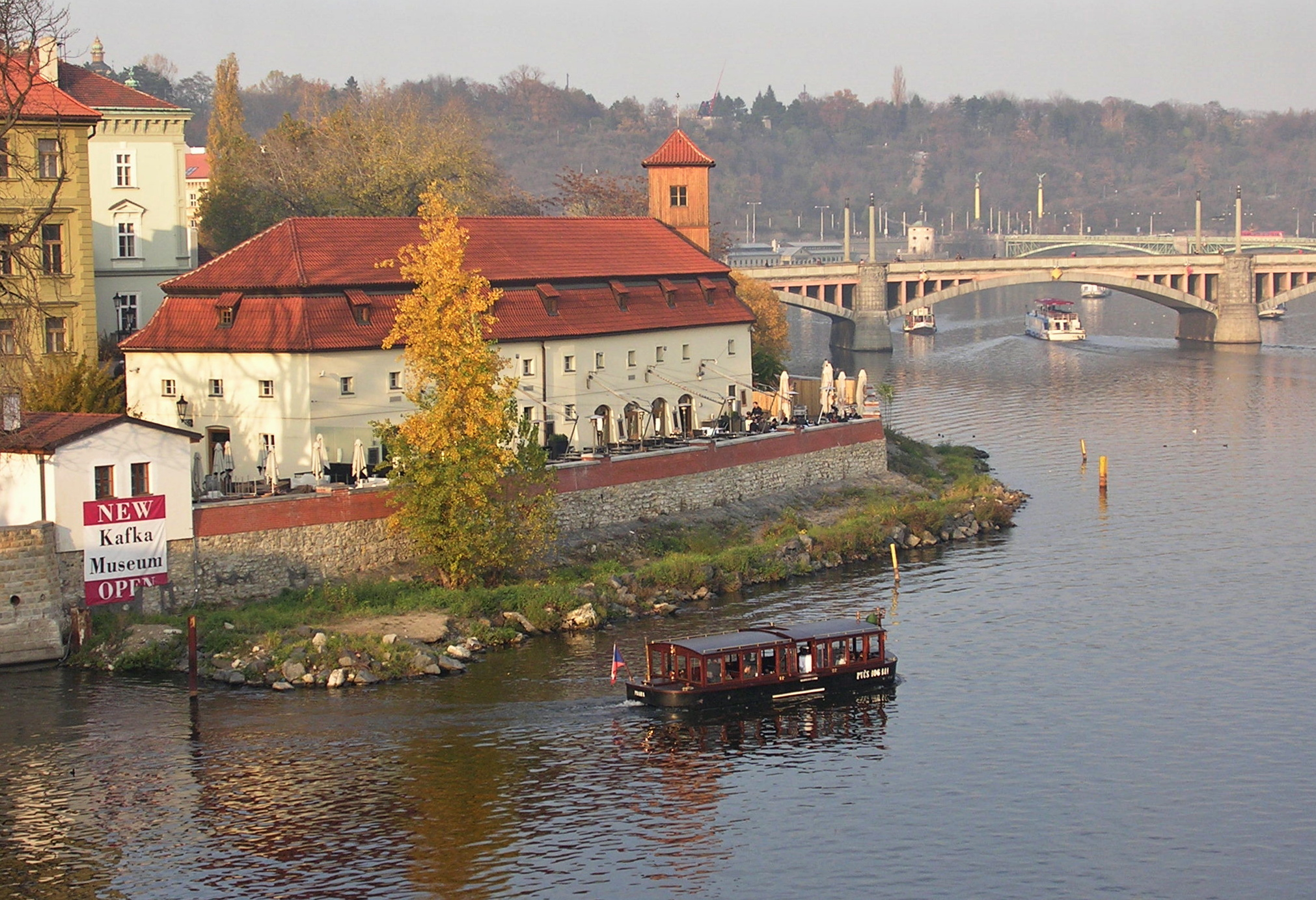
Budova bývalé Hergetovy cihelny

Muzeum bylo otevřeno v roce 2005 v prostorách bývalé Hergetovy cihelny na Malé Straně, přímo na břehu Vltavy. Nabízí expozice Kafkových fotografií, spisů a různých předmětů, zejména pokud souvisejí s Kafkovým životem v Praze.
Muzeum spravuje a provozuje Společnost přátel muzea.

## Přístup
Muzeum je umístěno ve dvorním traktu bývalé cihelny, který stojí přímo na břehu Vltavy. Přístup je od stanice metra A Malostranská nebo od stanice tramvají Klárov Cihelnou ulicí.